# Amie Donald

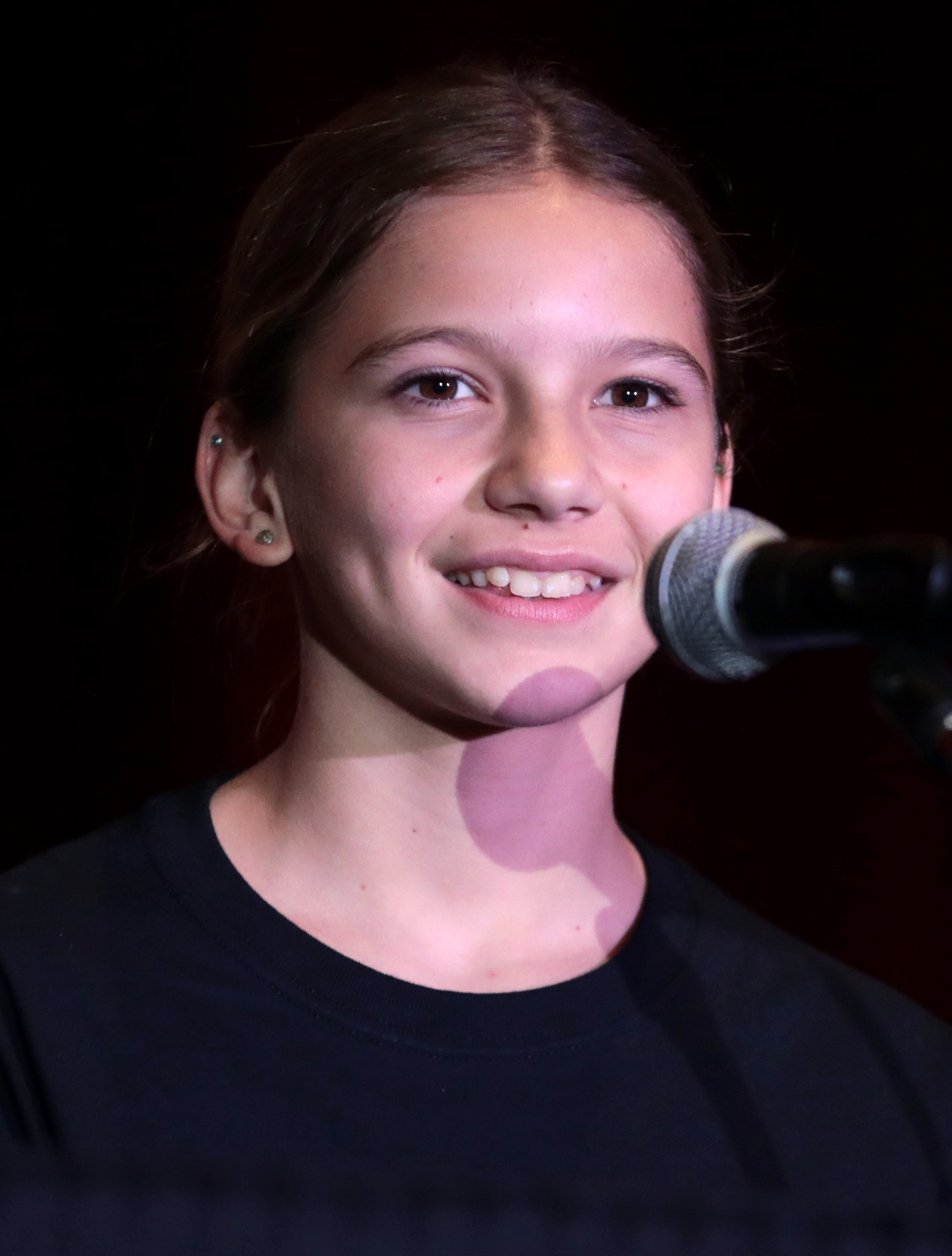
Amie Donald (2023)

Amie Donald (* 29. Januar 2010 in Neuseeland) ist eine neuseeländische Tänzerin und Kinderdarstellerin.

## Leben
Donald begann ihre Schauspielkarriere im Jahr 2021 mit einem Auftritt als Maya Monkey in der Netflix-TV-Serie Sweet Tooth. Bekannt wurde sie 2022 durch die Übernahme einer der Hauptrollen im US-amerikanischen Science-Fiction-Horrorfilm M3GAN.

## Filmografie
- 2021–2024: Sweet Tooth (Fernsehserie)
- 2022: M3GAN
- 2025: M3GAN 2.0